# Чурковица (община Сурдулица)
Чурковица е село в община Сурдулица, Пчински окръг, Сърбия. Според преброяването от 2011 г. населението му е 206 жители.

## Население
- 1948 – 227
- 1953 – 397
- 1961 – 452
- 1971 – 546
- 1981 – 448
- 1991 – 286
- 2002 – 261
- 2011 – 206

## Етнически състав
(2002)
- 261 (100%) – сърби